# Bulgária nos Jogos Olímpicos de Verão de 2004
Bulgária competiu nos Jogos Olímpicos de Verão de 2004, em Atenas, na Grécia.

## Medalhas
| Atleta       | Esporte | Evento                  | Medalha |
| ------------ | ------- | ----------------------- | ------- |
| Ivo Yanakiev | Remo    | Skiff simples masculino | Bronze  |

## Desempenho

### Natação
Masculino
| Atleta(s)      | Evento       | Eliminatórias | Eliminatórias | Semifinal   | Semifinal   | Final       | Final       |
| Atleta(s)      | Evento       | Tempo         | Posição       | Tempo       | Posição     | Tempo       | Posição     |
| -------------- | ------------ | ------------- | ------------- | ----------- | ----------- | ----------- | ----------- |
| Petar Stoychev | 400 m livre  | 3min59s86     | 32º           |             |             | Não avançou | Não avançou |
| Petar Stoychev | 1500 m livre | 15min28s32    | 17            | Não avançou | Não avançou |             |             |

### Remo
Masculino
| Equipe       | Evento        | Eliminatórias | Eliminatórias | Repescagem | Repescagem | Semifinal | Semifinal | Final   | Final                |
| Equipe       | Evento        | Tempo         | Posição       | Tempo      | Posição    | Tempo     | Posição   | Tempo   | Posição (Pos. final) |
| ------------ | ------------- | ------------- | ------------- | ---------- | ---------- | --------- | --------- | ------- | -------------------- |
| Ivo Yanakiev | Skiff simples | 7m28s97       | 2º R          | 6m52s51    | 1º S A/B/C | 6m53s43   | 2º FA     | 6m52s80 | Medalha de bronze    |